# Kieza
Kieza, właśc. Welker Marçal Almeida (ur. 24 września 1986 w Vitórii) – brazylijski piłkarz, występujący na pozycji napastnika.
Kieza rozpoczął piłkarską karierę w Desportiva Cariacica w której grał do 2007 roku. W latach 2007–2009 grał w trzecioligowym Americano FC. Od 2009 jest zawodnikiem pierwszoligowego Fluminense FC. Z klubem z Rio de Janeiro dotarł do finału Copa Sudamericana 2009, w którym Fluminense uległo ekwadorskiemu LDU Quito.
Od stycznia 2010 jest zawodnikiem Cruzeiro EC. Latem 2010 Kieza został wypożyczony do drugoligowego AA Ponte Preta. Po zakończeniu wypożyczenia do Ponte Preta, został ponownie wypożyczony, tym razem do drugoligowego Náutico Recife. Z Náutico zajął w Série B w sezonie 2011 drugie miejsce i awansował do Série A. Indywidualnie Kieza z 21 bramkami został królem strzelców drugiej ligi.